# Brescia

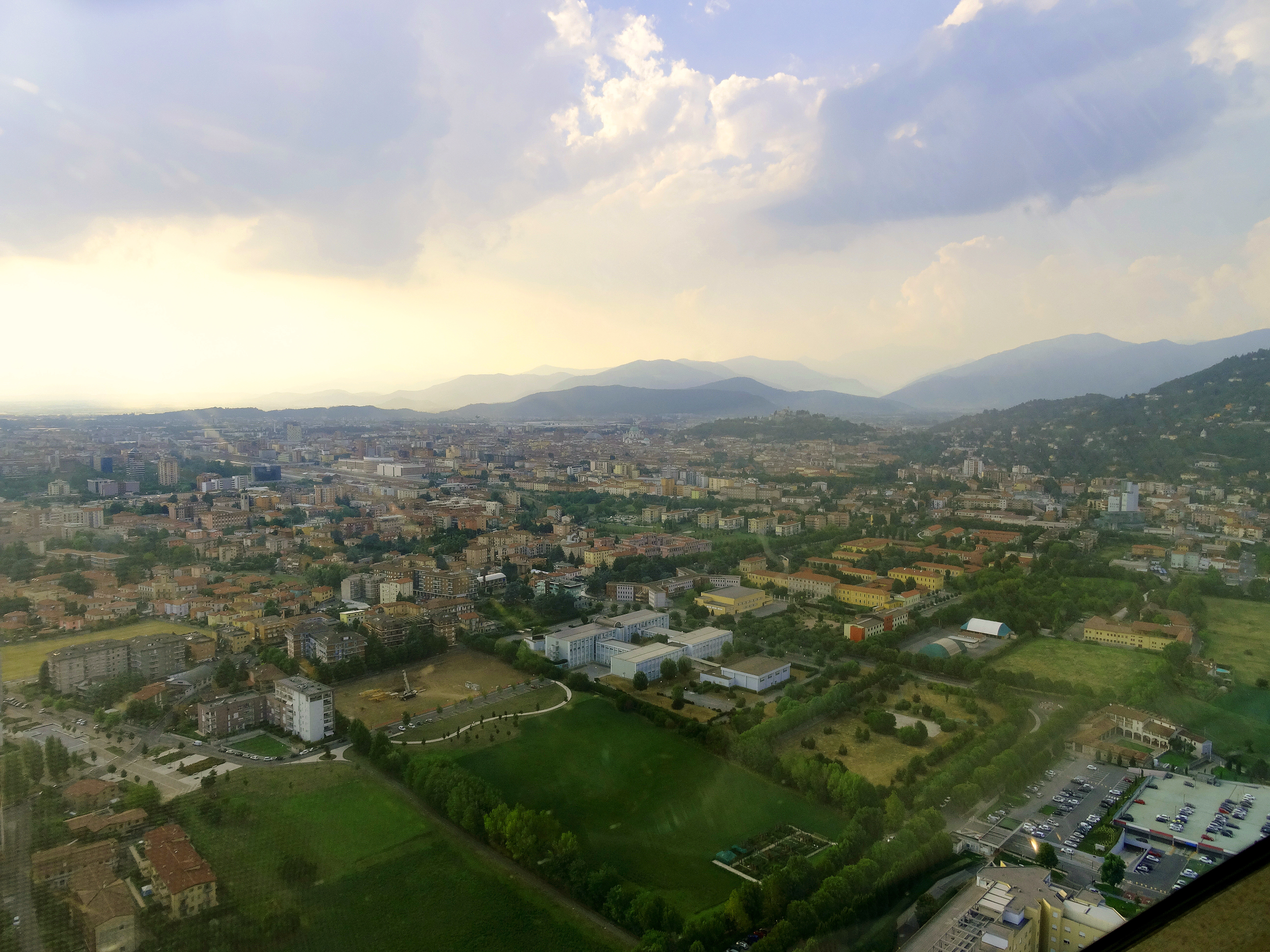
Luftaufnahme von Brescia von Südosten nach Nordwesten

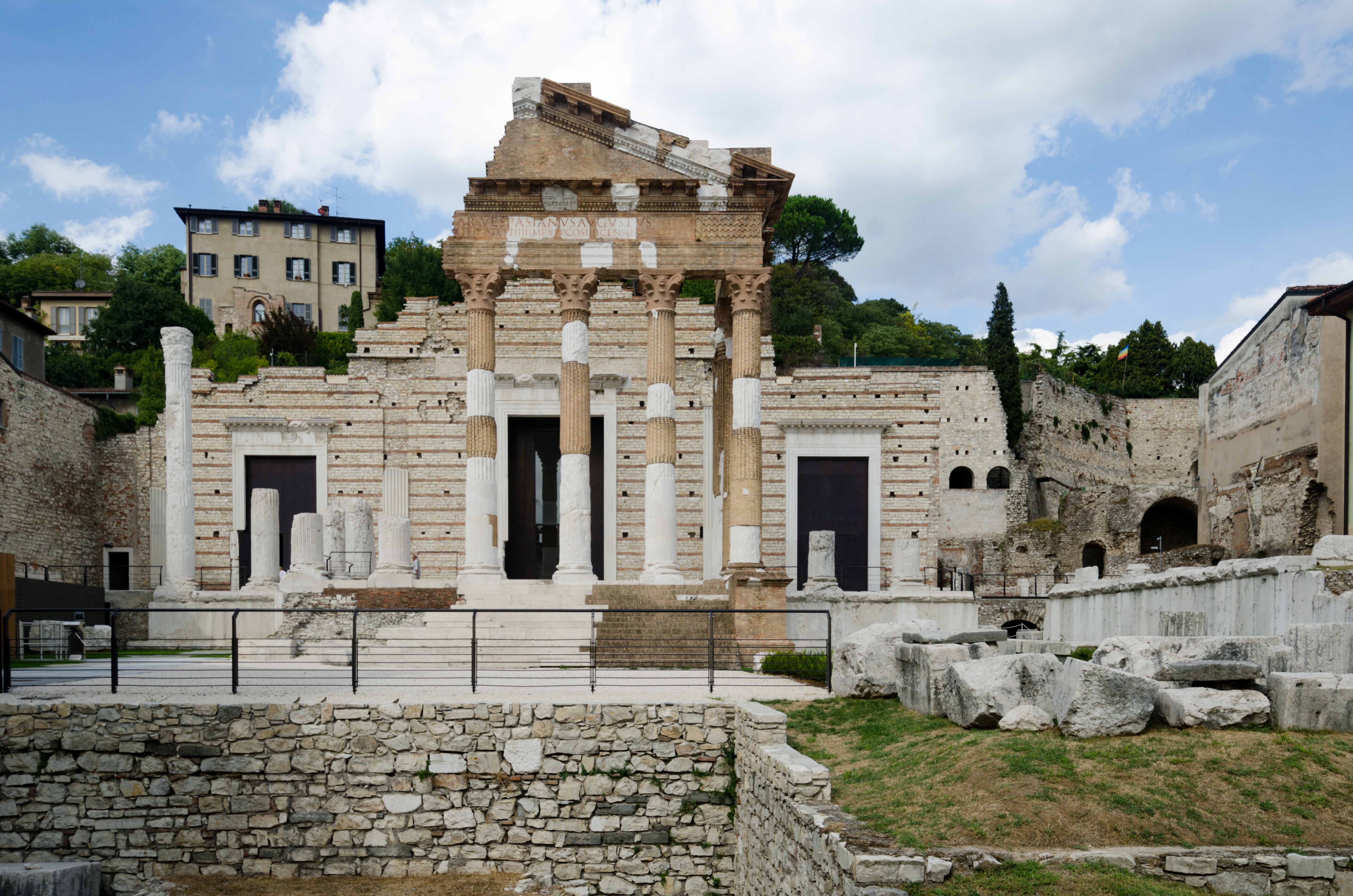
Der kapitolinische Tempel in Brescia (UNESCO-Welterbe)

Brescia [ˈbɾɛʃːa] Anhörenⓘ (lateinisch Brixia) ist eine Stadt in der italienischen Region Lombardei mit 196.606 Einwohnern (31. Mai 2022). Die am Südrand der Alpen am Übergang zur Po-Ebene gelegene Stadt ist Sitz der Universität Brescia, Hauptort der Provinz Brescia und nach Mailand die zweitgrößte Gemeinde der Lombardei. Ihr Einzugsbereich, der insgesamt 350.000 bis 500.000 Einwohner umfasst, ist auch die Provinz mit der höchsten industriellen Wertschöpfung in Italien. Der archäologische Bereich des Forum Romanum und der klösterliche Komplex von San Salvatore-Santa Giulia gehören zu einer Gruppe von Gebäudeensembles, die unter dem Titel Die Langobarden in Italien, Orte der Macht (568 bis 774 n. Chr.) im Juni 2011 auf die Liste des UNESCO-Welterbes gesetzt wurden.

## Geschichte

### Antike
Das antike Brixia war eine Siedlung des keltischen Volksstammes der Cenomanen. Es wurde 225 v. Chr. römisch, als sich die Cenomanen der Römischen Republik unterwarfen. Augustus gründete hier 27 v. Chr. eine Zivilkolonie. Vespasian ließ während seiner Regierungszeit im Zentrum von Brixia, als Dank an die Bewohner der Stadt für die Unterstützung während seiner Kaiserkandidatur, einen großen Tempel errichten. Dieser war insgesamt drei Gottheiten gewidmet. Das archäologische Areal mit den Überresten des Tempels, Capitolium genannt, kann man heute noch in Brescia besichtigen.

### Langobarden
Nach dem Niedergang des römischen Imperiums wurde Brescia während der Zeit der Völkerwanderung von verschiedenen Stämmen, wie zum Beispiel Goten und Hunnen, besetzt.
Die Eroberung des Ostgotenreiches durch oströmische Truppen unter Narses gelang erst 561/562. Wenige Jahre später ging die Stadt an die Langobarden unter König Alboin. Die Stadt konnte langsam zu ihrer einstigen Blüte zurückkehren. Die Langobarden breiteten sich von Norden stetig weiter in Richtung Süden der Italienischen Halbinsel aus, und Brescia wurde Sitz eines der insgesamt 36 Herzogtümer des Reiches der Langobarden, dessen König indes in Pavia seinen Hauptsitz hatte. Brescia selbst brachte zwei Könige hervor, im Jahr 636 Rothari und 757 Desiderius, unter dessen Regiment Brescia zu einem bedeutenden kulturellen Zentrum aufstieg. 753 gründete er zusammen mit seiner Frau Ansa das Kloster San Salvatore im Zentrum Brescias und versah es mit einer reichen Ausstattung, wie beispielsweise den Reliquien der Julia von Korsika (Santa Giulia). Eine der Töchter des Desiderius heiratete 770 Karl den Großen, den König des Frankenreichs. Nur wenige Jahre darauf jedoch verstieß Karl der Große seine Frau und marschierte mit seinem Heer über die Alpen; 774 fiel die Hauptstadt Pavia.

### Karolinger

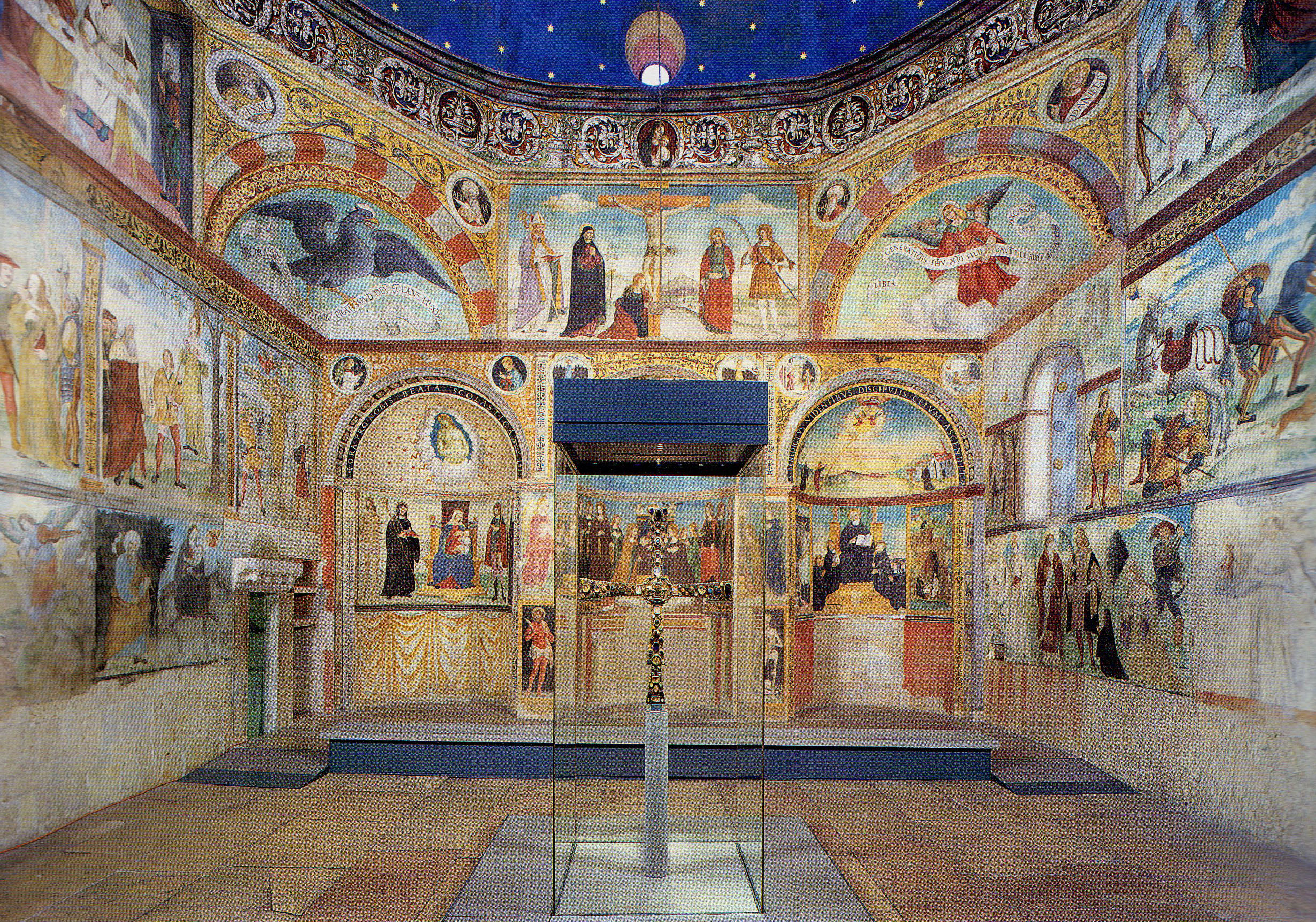
Kloster San Salvatore: die Kirche Santa Maria in Solario (UNESCO-Welterbe)

Zur Zeit der Karolinger war das von Königin Ansa gegründete Kloster San Salvatore (heute der Museumskomplex San Salvatore-Santa Giulia) das Zentrum der Stadt. Die (Laien-)Äbtissinnen des Klosters stammten lange Zeit aus den herrschenden Familien.

#### Äbtissinnen von San Salvatore
- Anselperga; † um 781, Tochter von König Desiderius und Königin Ansa, 2. Äbtissin von San Salvatore
- Gisela (Gisla), * wohl 830; † 860, Tochter Kaiser Lothars I., 851–860 Äbtissin von San Salvatore in Brescia
- Gisela (Gisla), * wohl 852/855; † vor 28. April 868, 861 Äbtissin von San Salvatore zu Brescia, Tochter Kaiser Ludwigs II.
- Engelberga; † 890/891, Ehefrau von Kaiser Ludwig II. († 875), 868 Äbtissin von San Salvatore in Brescia, später Äbtissin von San Sisto in Piacenza
- Ermengarde, * wohl 852/855; † 896 vor dem 22. Juni, Tochter Kaiser Ludwigs II., Ehefrau von Boso von Vienne († 887), König von Niederburgund, 878 Äbtissin von San Salvatore in Brescia;
- Bertha; † nach 952, Tochter Kaiser Berengars I., 915 Äbtissin von San Salvatore in Brescia

### Kommunale Bewegung

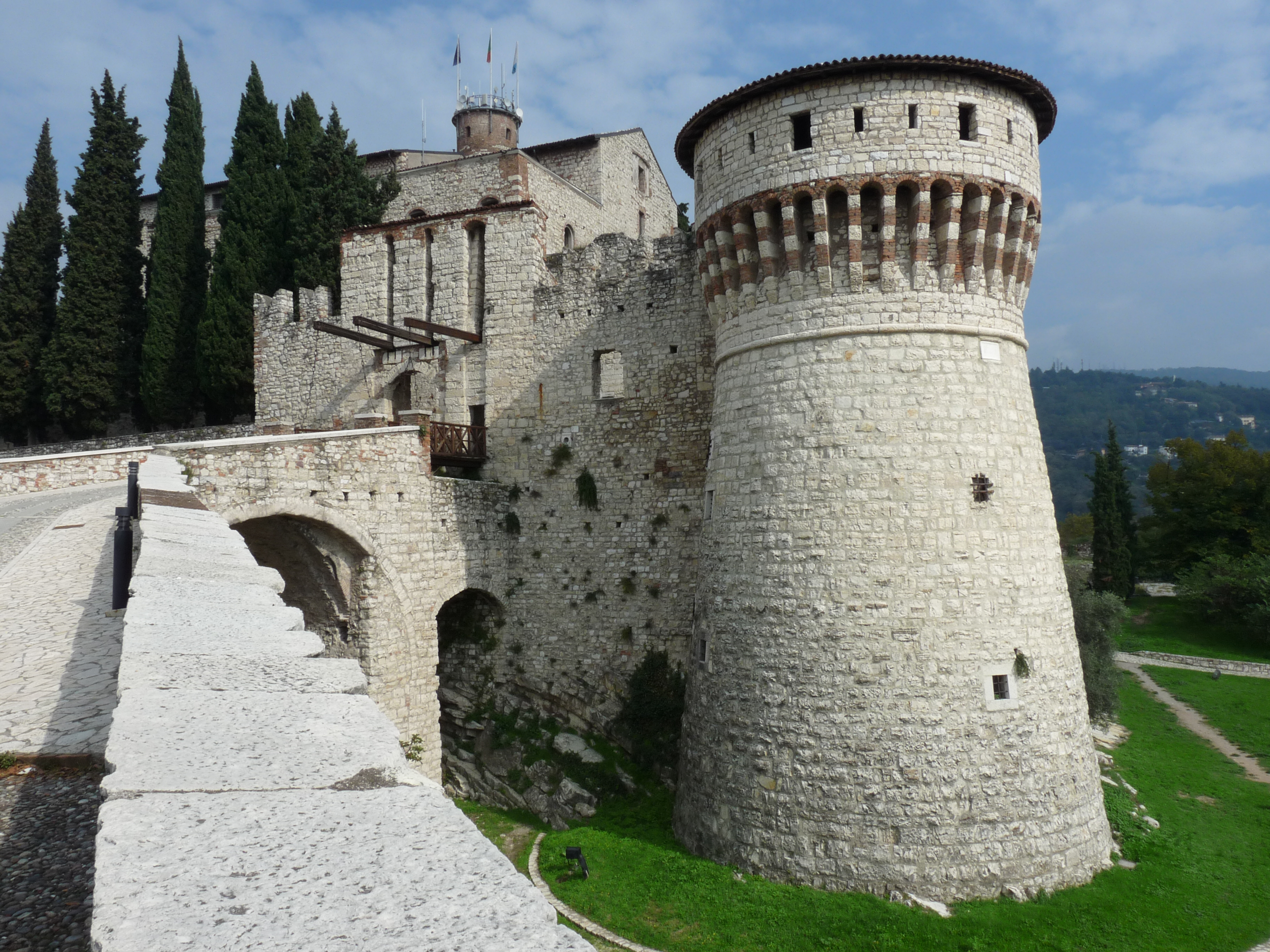
Die Burg in Brescia

Die kommunale Bewegung führte bereits in den späten 1130er Jahren zu schweren Auseinandersetzungen der Bürgerschaft mit dem Bischof, an der auch der junge Arnold von Brescia beteiligt war. Ab 1167 war Brescia eines der aktivsten Mitglieder des Lombardischen Städtebundes. Bei einem Erdbeben 1222 entstanden schwere Schäden in der Stadt. 1258 ergriff Ezzelino III. da Romano die Macht, und die Scaliger herrschten mit Unterbrechungen bis 1336.     Danach fiel Brescia an die Visconti aus Mailand und 1426 schließlich an die Republik Venedig. Im frühen 16. Jahrhundert war Brescia eine der wohlhabendsten Städte der Lombardei, litt aber nach 1512 noch lange unter der Plünderung durch Gaston de Foix.

### Neuzeit
Weite Teile der Stadt wurden 1769 beschädigt, als der Turm eines Stadttors (Porta San Nazaro) von einem Blitz getroffen wurde. Grund für die großen Schäden war die Explosion von 90 Tonnen Schießpulver, die man in den dortigen Befestigungsanlagen gelagert hatte. Die Behörden zählten nach dem Unglück 400 Tote und 800 Verletzte. Zeitungsberichte sprachen von bis zu 3000 Todesopfern.
Irrtümlich wird der Ausgangspunkt des Unglücks oft in den Turm der nahe gelegenen Kirche San Nazaro e Celso verlegt. Das Unglück erreichte europaweite Aufmerksamkeit und brachte Bewegung in die Diskussion um den wenige Jahre zuvor erfundenen Blitzableiter, der daraufhin mehr und mehr auf öffentlichen Gebäuden eingesetzt wurde.
Bis 1797 gehörte Brescia zu Venedig und kam dann zum österreichischen Königreich Lombardo-Venetien. Zu dieser Zeit hieß die Stadt auch Wälsch-Brixen (veraltet). Im Frühjahr 1849 wurde die Stadt berühmt wegen der Revolte gegen die österreichische Herrschaft. Der zehntägige Volksaufstand unter Führung von Tito Speri begann am 23. März 1849, nachdem die Stadt die Zahlung eines Bußgeldes an österreichische Stellen verweigert hatte. Während der Kämpfe beschoss die österreichische Garnison mit Kanonen unter anderem den Dom, den Palazzo della Loggia, das Theater und zahlreiche Privatwohnungen. Am vierten Tag des Aufstandes schlug Tito Speri mit Freiwilligen die aus Mantua heranrückende, 1000 Mann starke Verstärkung des Generals Nugent, der tags darauf bei der Porta di Torrelunga erneut scheiterte. Am neunten Tag des Aufstandes gelangten österreichische Truppen unter Julius von Haynau in die Stadt. Haynau drohte, die Stadt in Schutt und Asche zu legen, und forderte eine sofortige bedingungslose Kapitulation der Aufständischen. Die Brescianer lehnten dies ab. Bei den nachfolgenden Kämpfen starb der österreichische General Johann Graf Nugent. Am zehnten Tag gelang es den österreichischen Truppen (mittlerweile in Stärke eines Korps), den Widerstand zu brechen. Sie erschossen willkürlich Menschen und plünderten. Brescia blieb bis zum zweiten italienischen Unabhängigkeitskrieg für zehn weitere Jahre unter österreichischer Herrschaft.

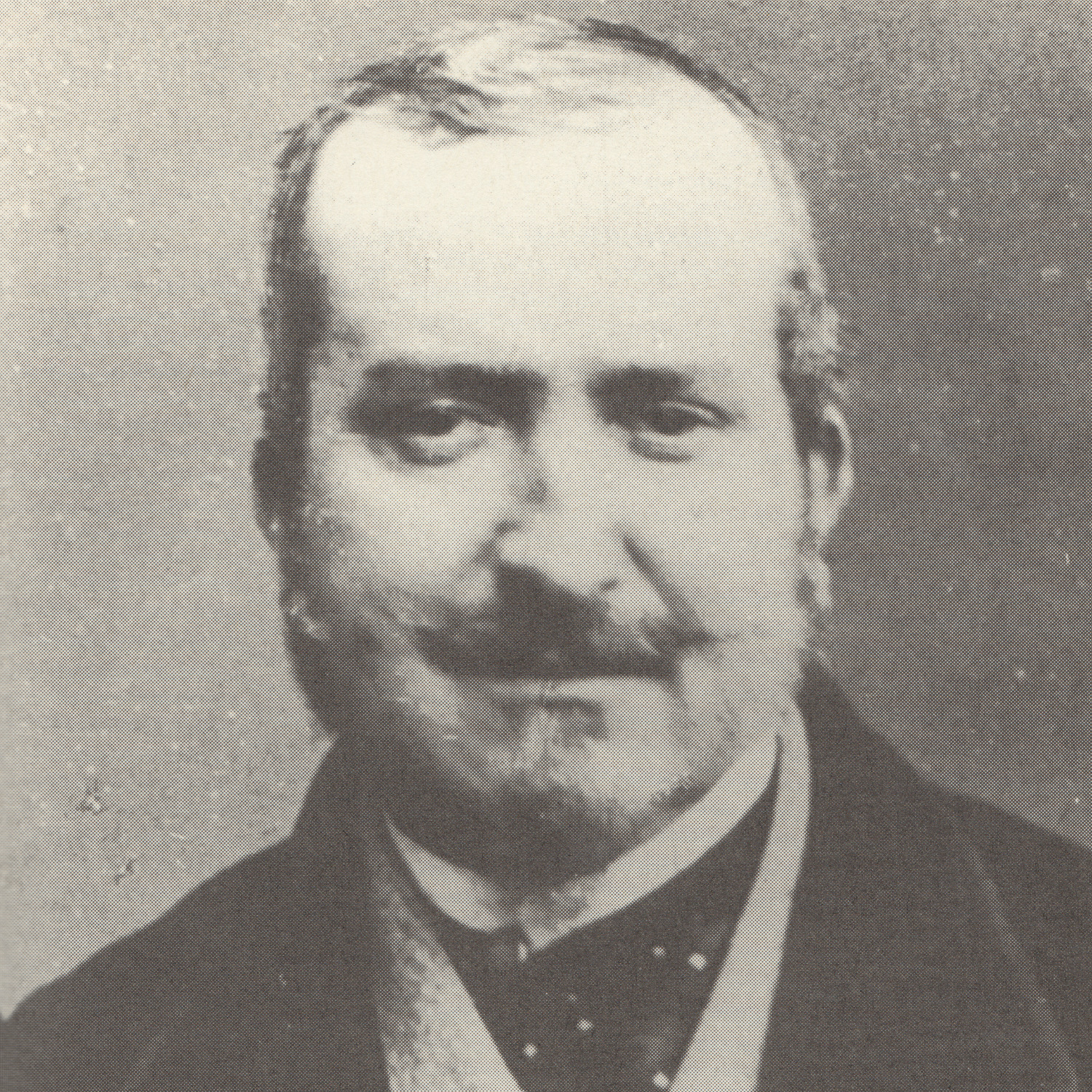
Giulio Tartarino Caprioli (1804–1891), Bürgermeister von Brescia und Abgeordneter der Camera des Königreichs Sardinien im Jahr 1860

Am 13. Juni 1859 zog Giuseppe Garibaldi mit seinen Alpenjägern in die Stadt ein, nachdem er die Österreicher zuvor bei Varese und San Fermo geschlagen hatte. Für ihren Freiheitskampf im Risorgimento erhielt die Stadt Brescia den Beinamen Leonessa d’Italia („Löwin Italiens“). Der Ausdruck geht auf eine Dichtung von Aleardo Aleardi zurück.
Am 28. Mai 1974 fand auf der Piazza della Loggia ein Anschlag von Neofaschisten statt, bei dem acht Menschen starben und 102 Menschen verwundet wurden.
Am 19. und 20. September 1998 besuchte Papst Johannes Paul II. die Diözese. Im Stadion von Brescia Calcio versammelten sich 50.000 Gläubige. Brescia zählte im Frühjahr 2020 mit der Lombardei zur am stärksten von der COVID-19-Pandemie in Europa betroffene Region.

## Stadtrundgang

Zanardellistraße
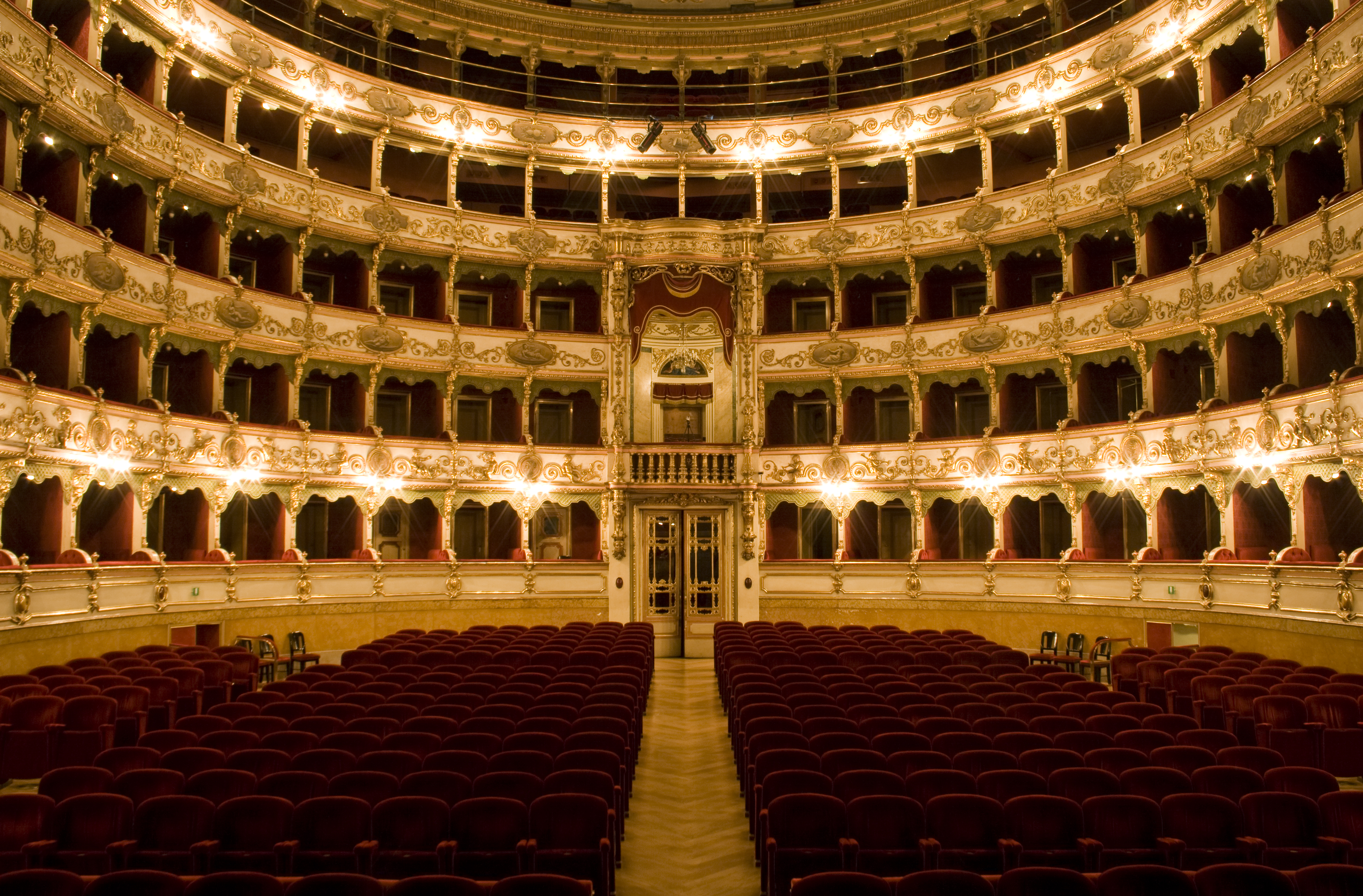
Opernhaus Teatro Grande
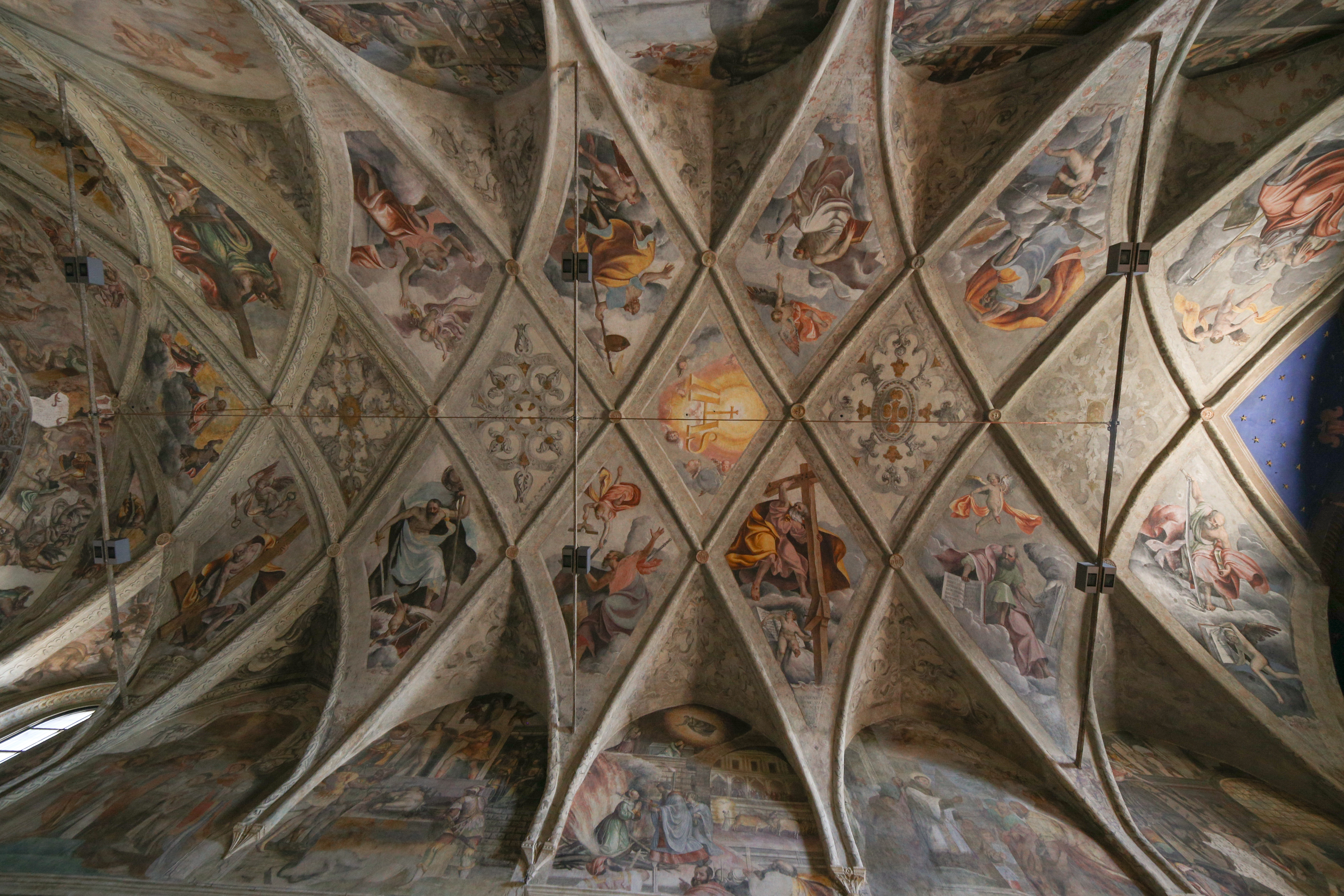
Decke der Kirche San Corpo di Cristo
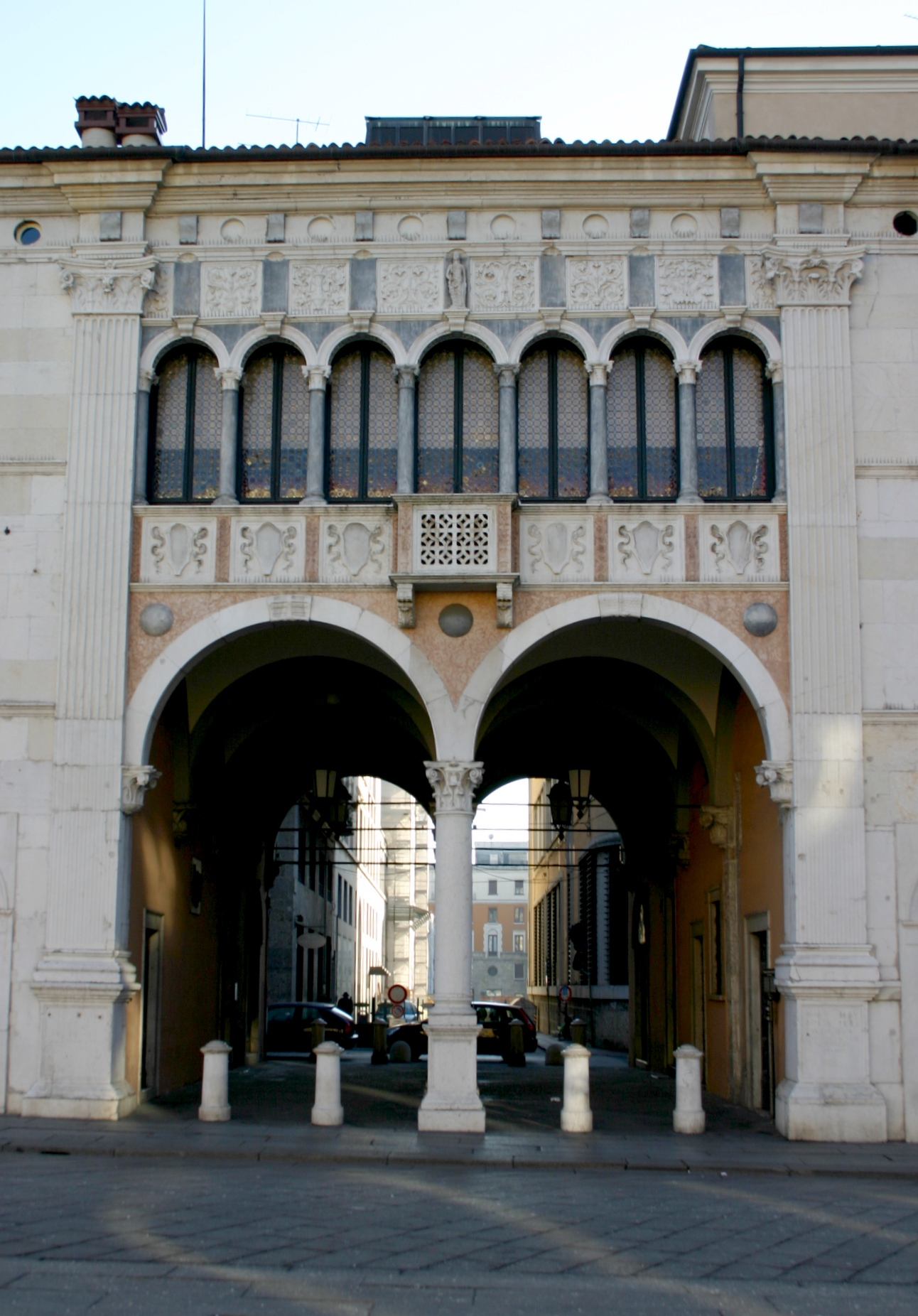
Monte di Pietà, Venezianische Loggia
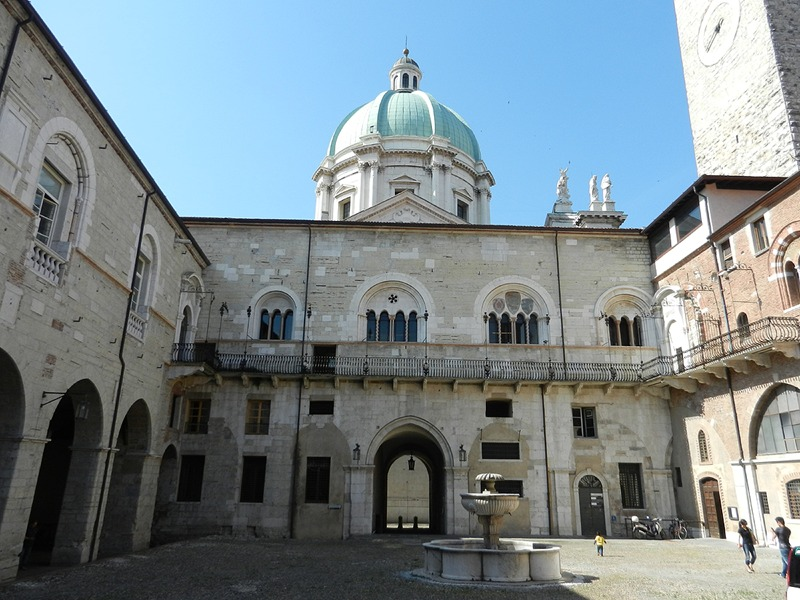
Der Innenhof des Palazzo Broletto
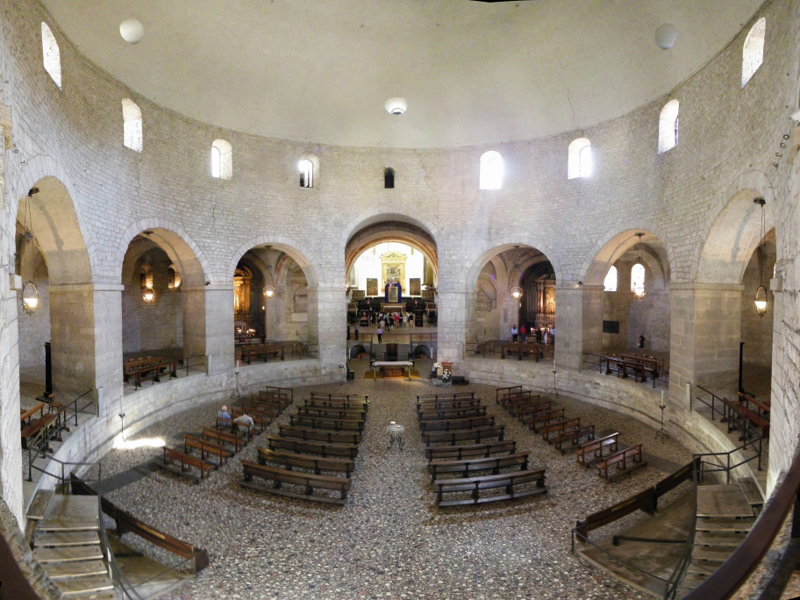
Innenansicht des Alten Doms
Kirche Santa Maria dei Miracoli

Gemessen an der Fülle von Bauwerken aus der Antike, dem Mittelalter, der Renaissance sowie dem Barock, hat der folgende Rundgang einen eher exemplarischen Charakter und präsentiert einige herausragende Beispiele.

### Bauwerke des UNESCO-Weltkulturerbes

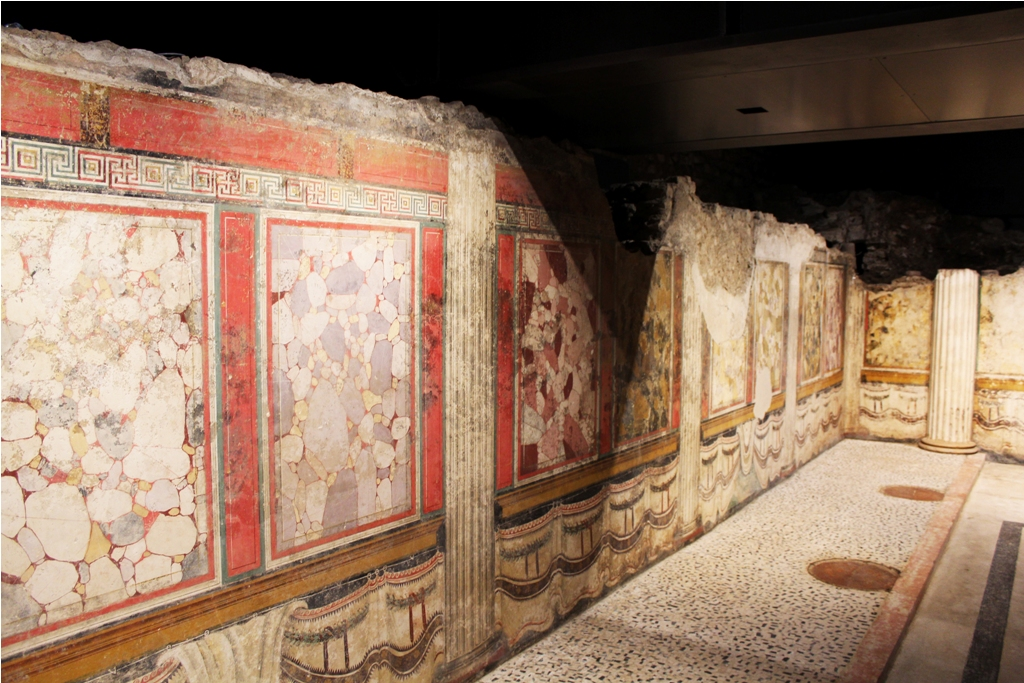
Fresken des republikanischen Heiligtums
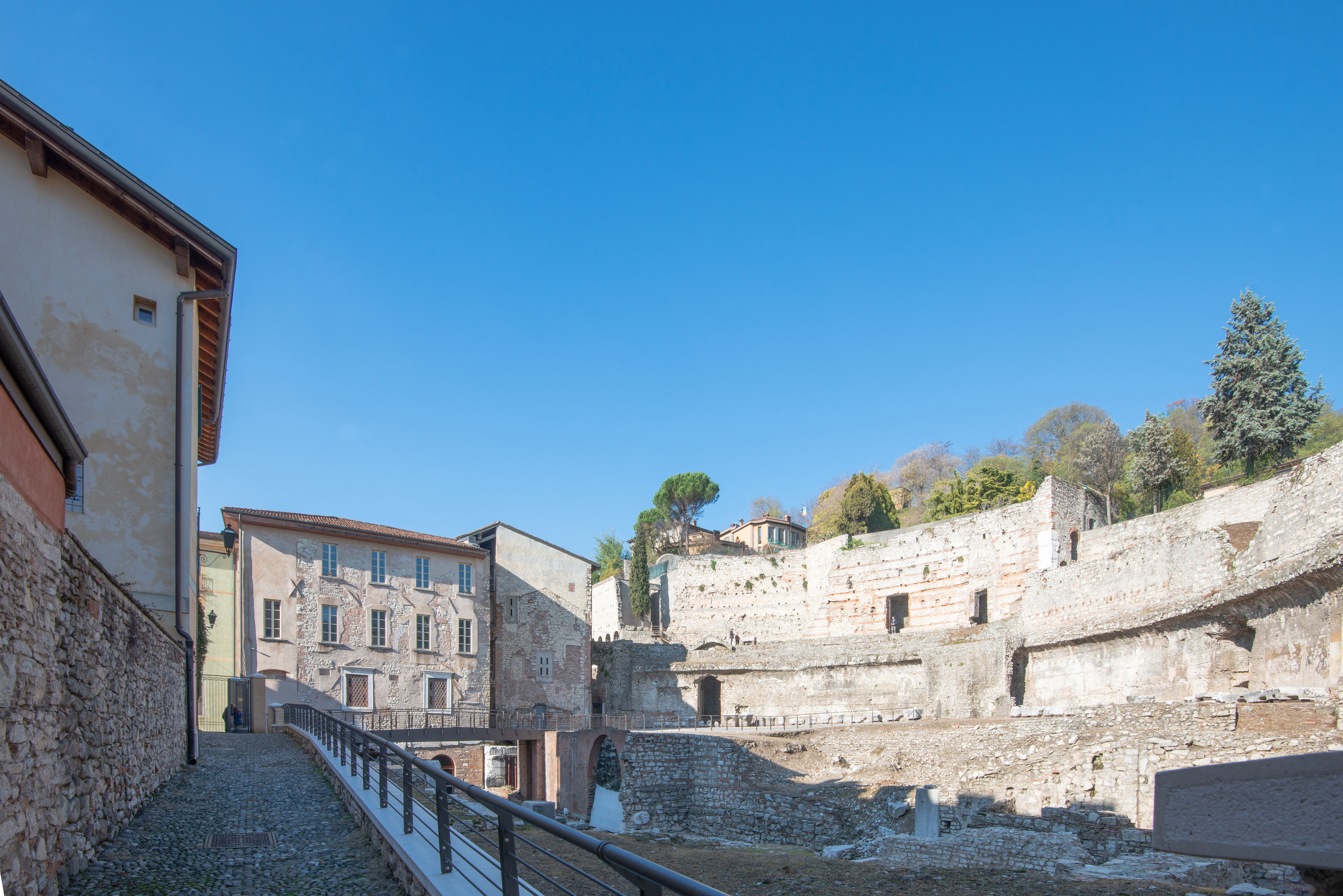
Ruinen des römischen Theaters
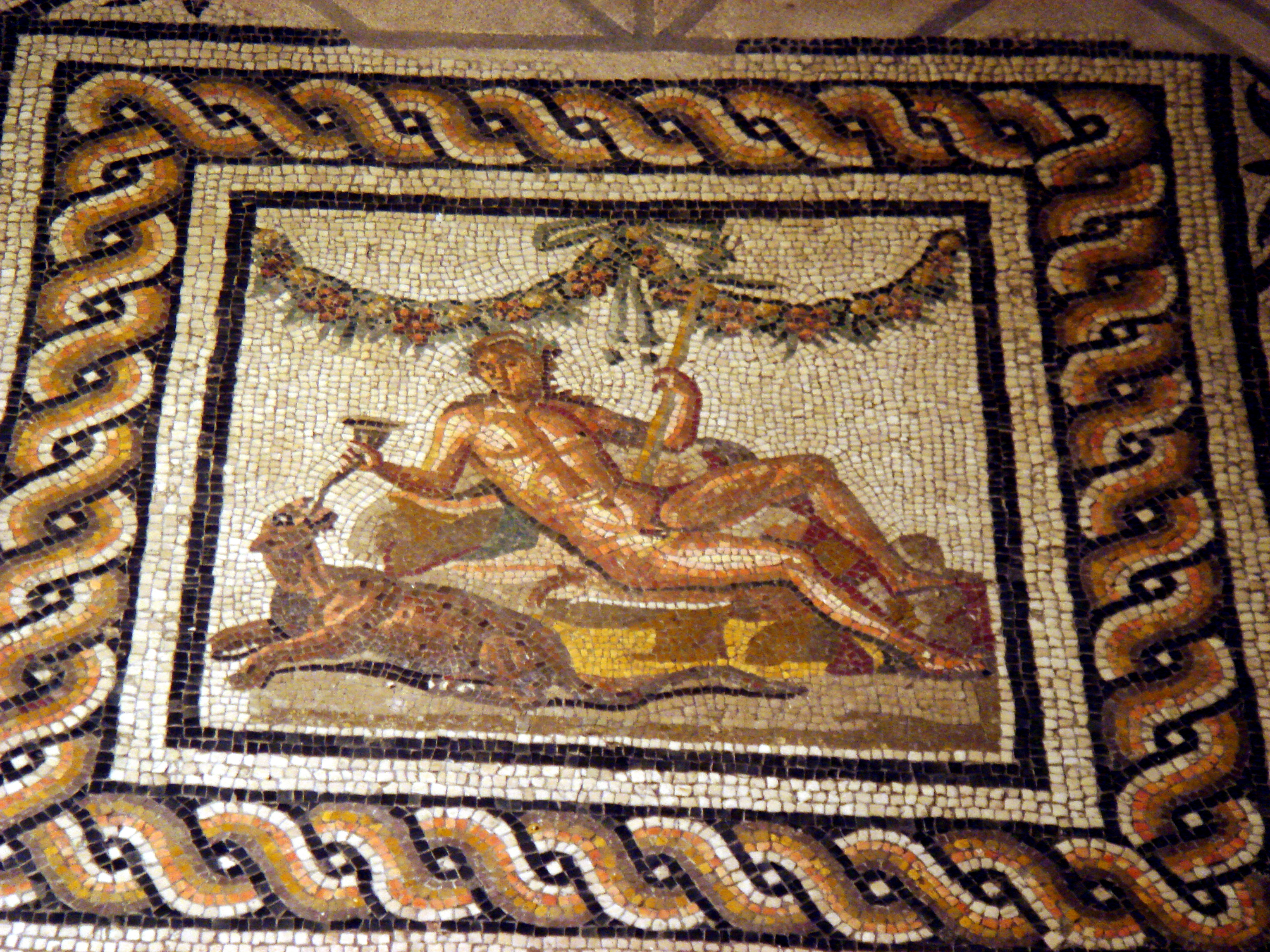
Mosaikdetail aus der Domus dell’Ortaglia
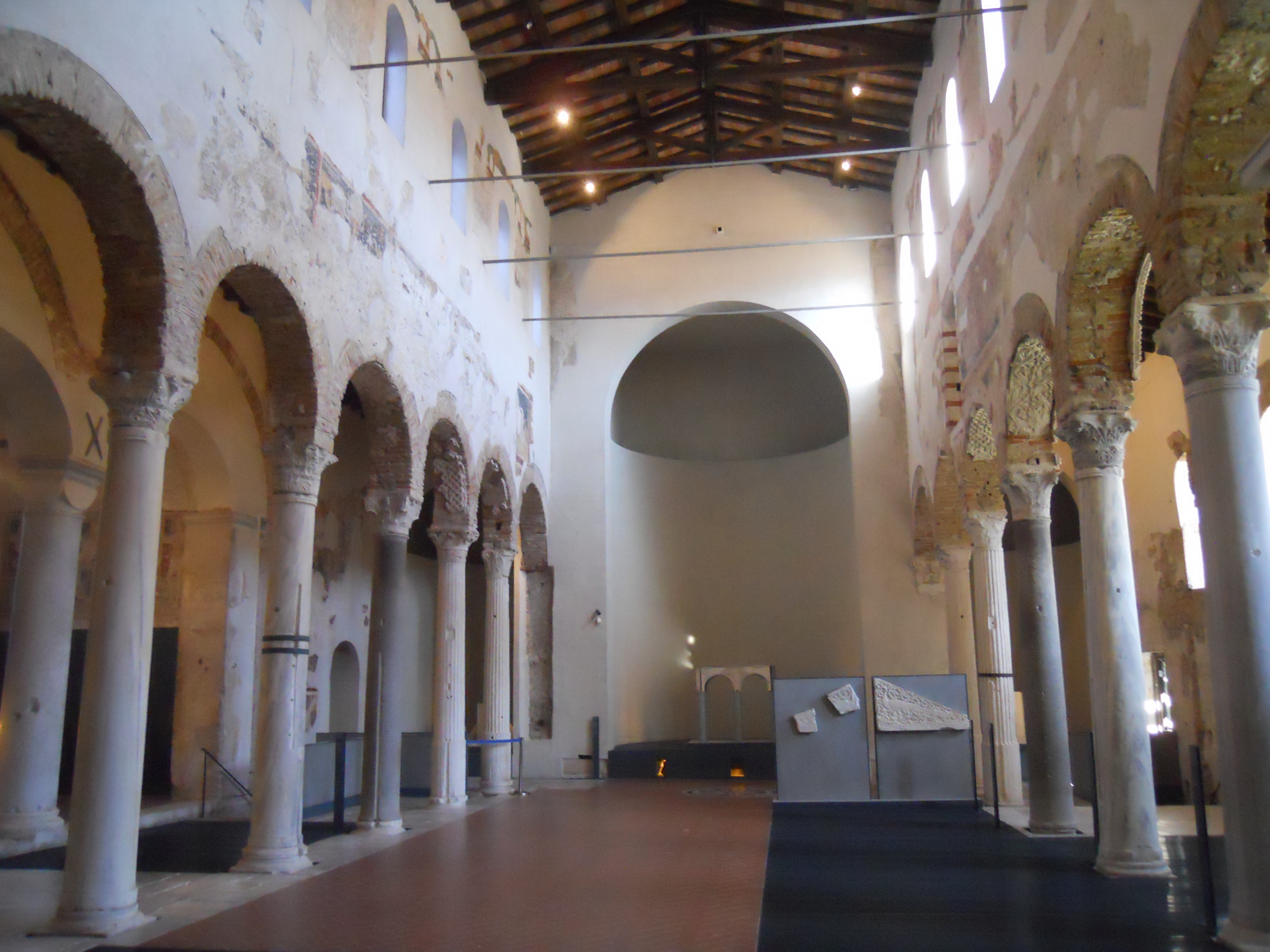
Innenansicht der Kirche San Salvatore
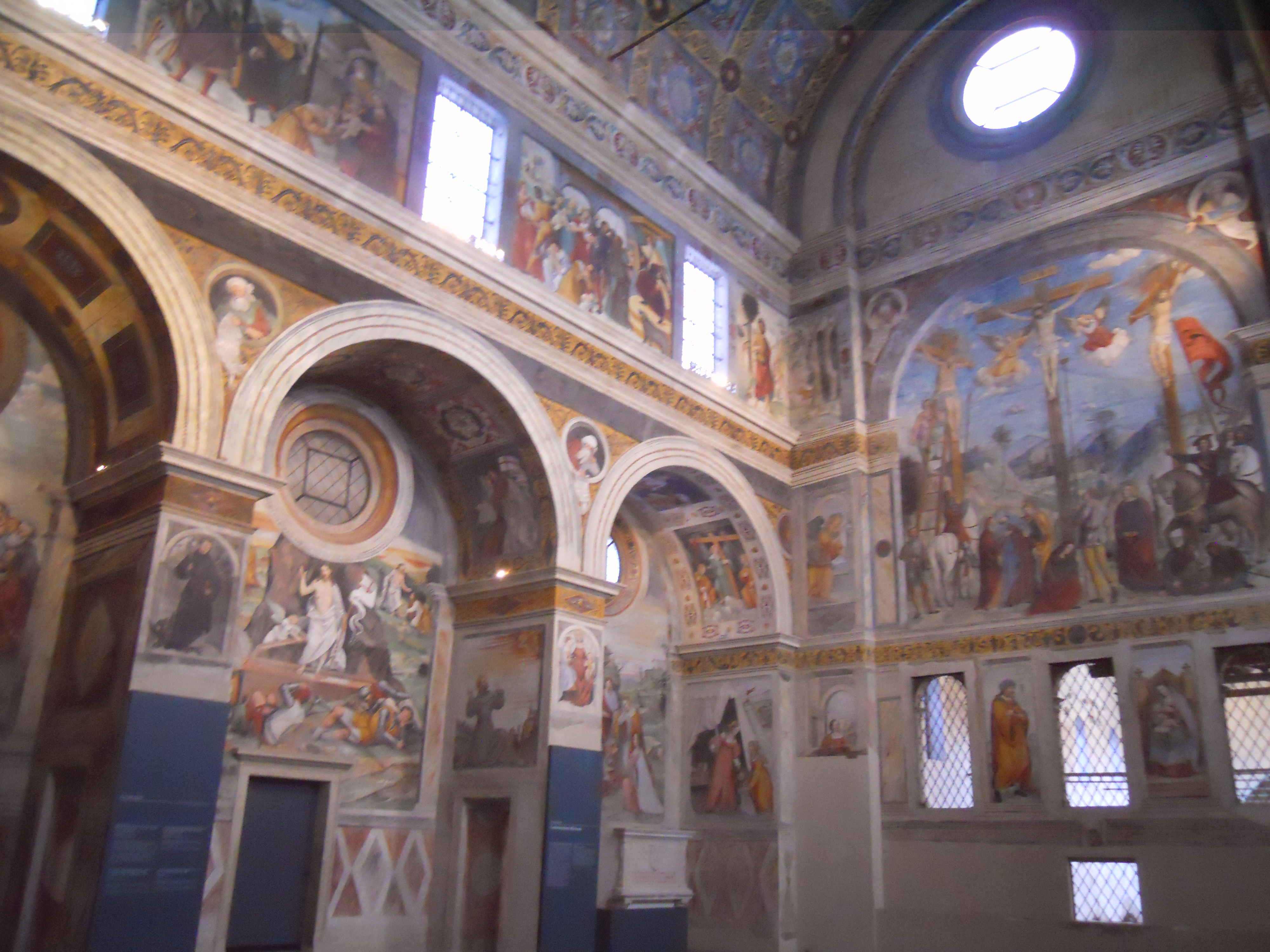
Innenansicht, Coro delle monache, in der Basilika Santa Giulia

Folgende Kulturdenkmäler wurden im Einzelnen in die UNESCO-Welterbeliste aufgenommen.
- Republikanisches Heiligtum (1. Jahrhunderts v. Chr.)
- Kapitolinischer Tempel (1. Jahrhundert)
- Römisches Theater (1. Jahrhundert)
- Domus dell’Ortaglia (1. Jahrhundert)
- Basilika San Salvatore (8. Jahrhundert)
- Kirche Santa Maria in Solario (12. Jahrhundert)
- Nonnenchor (16. Jahrhundert)
- Kirche Santa Giulia (16. Jahrhundert)
- Palazzo Maggi Gambara (16. Jahrhundert)

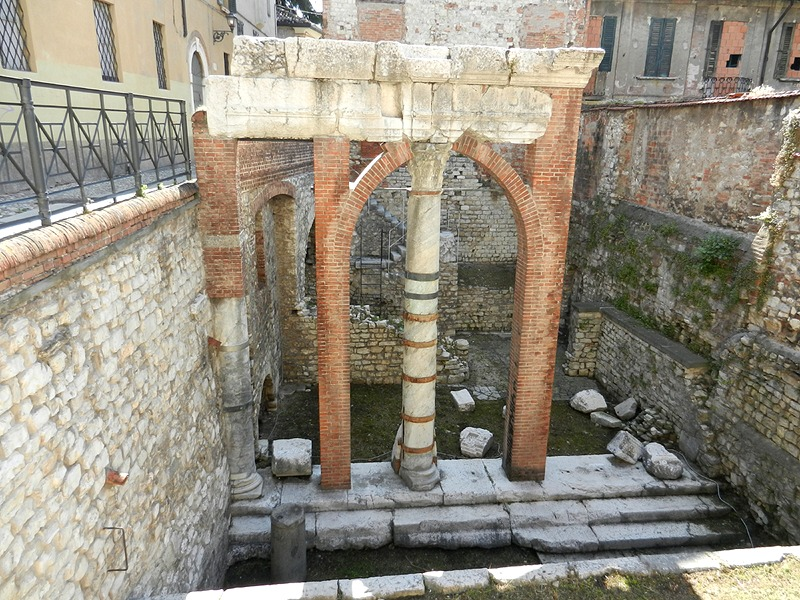
Reste des römischen Forums

### Römisches Zentrum
Auf dem Stadtplan von Brescia sind bis heute die in römischer Zeit angelegten, rechtwinklig zueinander verlaufenden Straßenzüge zu erkennen. Die ursprüngliche römische Siedlung, die eine der bedeutendsten des römischen Oberitaliens war, lag im Ostteil der heutigen Stadt. Das von mittelalterlichen Mauern eingefasste Areal ist größer als die damalige Stadt war. Die Via dei Musei führt zum ehemaligen Zentrum und zu einem Ruinenfeld mit einem großen Kapitolischen Tempel. Dieser wurde unter Kaiser Vespasian von 73 bis 74 n. Chr. an der Nordseite des dahinter liegenden Forums erbaut.

### Domplatz

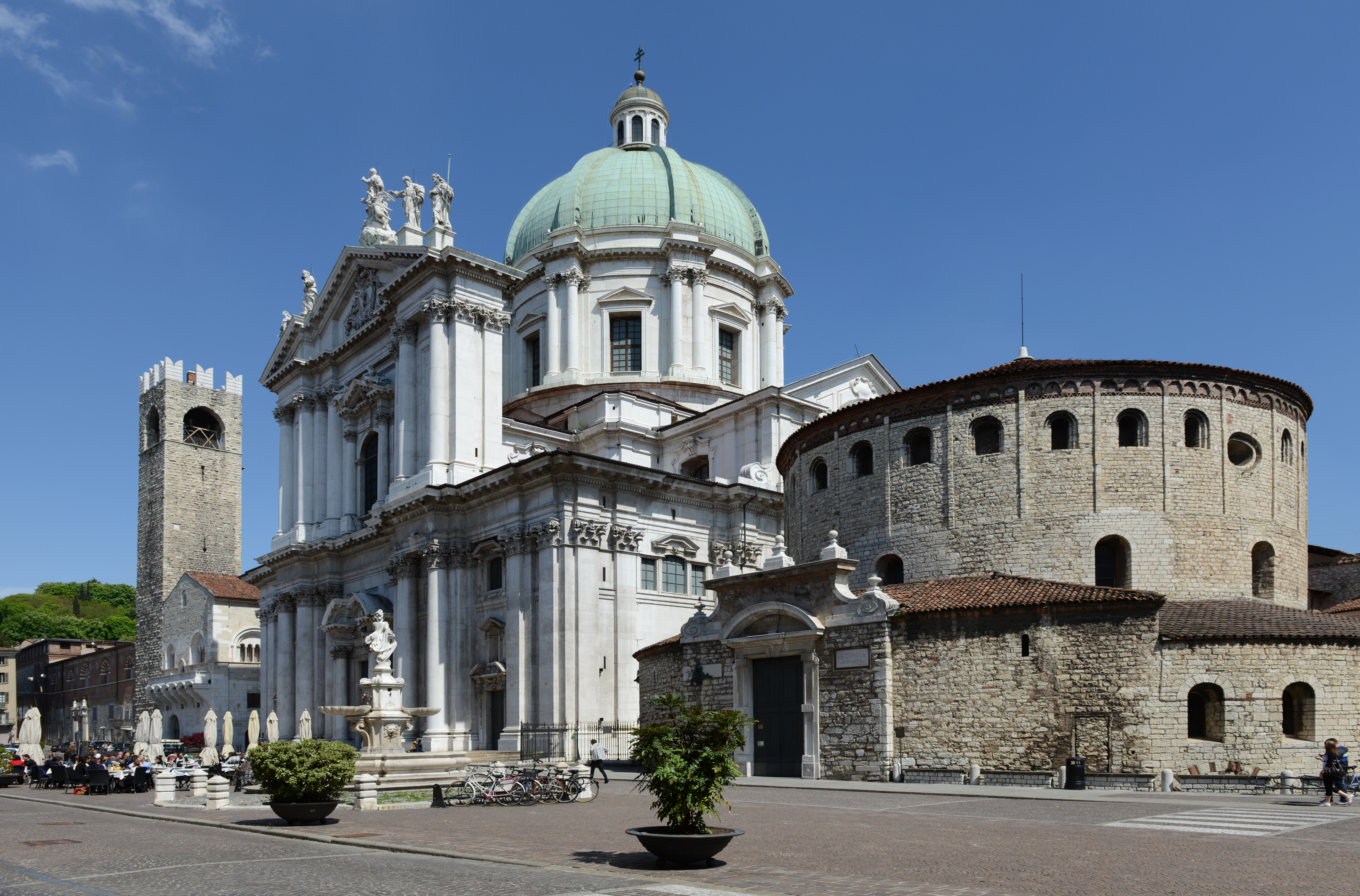
Domplatz – Alter und Neuer Dom sowie Broletto

Ursprünglich standen auf dem Domplatz von Brescia drei romanische Monumentalbauten. Im Rahmen der barocken Bautätigkeiten des 17. Jahrhunderts wurde die Sommerkathedrale abgerissen. An ihrer Stelle erstand der Neue Dom, dessen Bau 1604 begonnen und erst 1825 beendet wurde. Eine große, mit Kupferplatten gedeckte, durch deutlich hervortretende Stege in acht Segmente unterteilte Kuppel mit einer durchfensterten, ebenfalls überkuppelten Laterne, die der Architekt Marchese Luigi Cagnola entwarf, einer der führenden Klassizisten in Mailand, erhebt sich über der imposanten Fassade aus hellem Botticino, einem Kalkstein. Im kreuzförmigen Innenraum sind zahlreiche Kunstwerke zu finden, wenn auch nicht immer von bedeutendem künstlerischem Rang.
Direkt neben dem Neuen Dom steht die Rotunde der Winterkathedrale, des Duomo Vecchio. Sie ist eines der eindrucksvollsten romanischen Kirchenbauwerke in der Lombardei und wurde im 11. und 12. Jahrhundert errichtet. Sehenswert sind im Innenraum die gotischen Bischofsgräber; das großartigste ist das des Bischofs Bernardo Maggi aus dem 13. Jahrhundert.
Auf der Westseite des Domplatzes befindet sich der Broletto, der Regierungspalast der mittelalterlichen Stadtrepublik. Es ist das älteste öffentliche Gebäude, das in der kommunalen Zeit Sitz des städtischen Richteramtes war und vom 15. bis 18. Jahrhundert Residenz der venezianischen Behörden. Mit seinem hohen Turm und der Loggia delle Grida (Loggia der Schreie) ist das Bauwerk ein klassisches Beispiel für ein Rathaus des 12. und 13. Jahrhunderts. Der Palast hat einen viereckigen Grundriss mit einem breiten Innenhof, wobei drei der umgebenden Fassaden aus dem Mittelalter stammen und der nördlich gelegene Laubengang aus dem 17. Jahrhundert.

### Piazza della Loggia

Piazza della Loggia

Der 1433 eröffnete schönste Platz der Stadt wird von dem prächtigen Renaissance-Gebäude der Loggia beherrscht. Das neue Regierungszentrum wurde 1484 von den Venezianern als Gegensatz zum mittelalterlichen Domplatz geplant. Der mit plastischen Ornamenten reich geschmückte Palast wurde im Jahre 1492 begonnen und 1570 unter Beteiligung der Architekten Jacopo Sansovino und Andrea Palladio im oberen Teil fertiggestellt.
An der Südseite des Platzes erheben sich die beiden Häuser der Monti di Pietà aus dem 15. und 16. Jahrhundert, in deren eine Außenwand schon bei der Errichtung römische Inschriftensteine eingesetzt wurden; das antike Gebäude ist östlich durch einen kleinen Bogen mit dem jüngeren verbunden. Eine kleine Loggia in venezianischem Stil verbindet die Monti di Pietà mit dem antiken Gefängnisgebäude.
In der Mitte der Ostseite des Platzes sieht man oberhalb des Säulenganges eine aus dem 16. Jahrhundert stammende astronomische Uhr. Der Uhrmechanismus ist seit der Herstellung noch immer voll in Betrieb. Die Stunden werden von den charakteristischen Statuen an der Spitze des Turms geschlagen, wodurch sie i Macc dè lé ure (die Verrückten der Stunden) genannt werden.

### Kirche Santa Maria della Carità

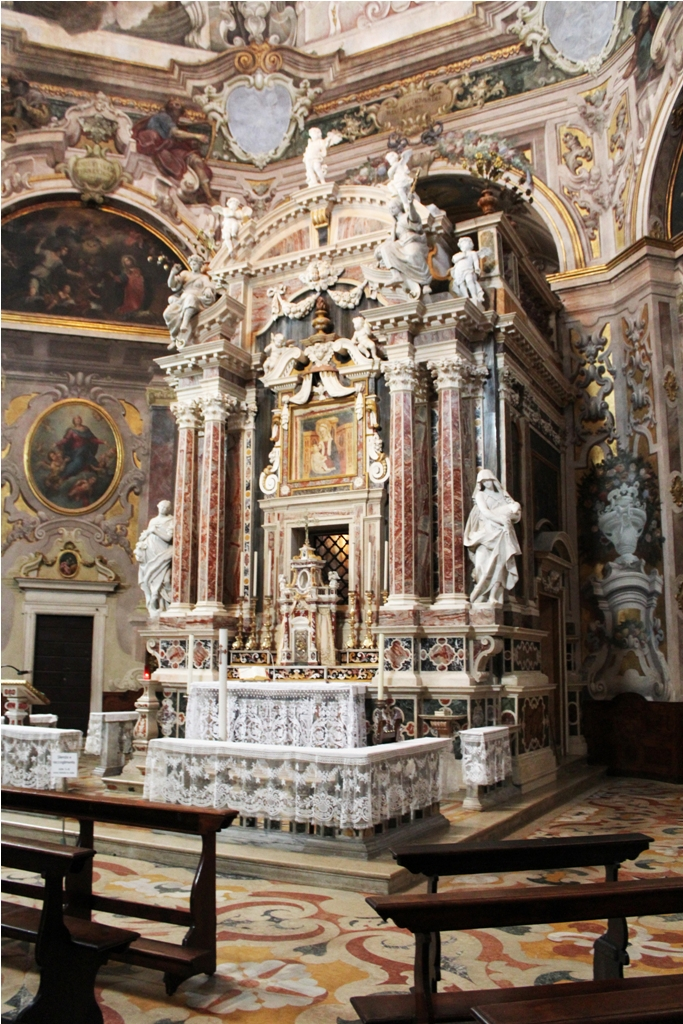
Hauptaltar der Kirche Santa Maria della Carità

Unter den vielen Gotteshäusern der Kunststadt Brescia ist die Kirche Santa Maria delle Carità ein Schaustück aus der Barockperiode Brescias. Der prunkvolle Hauptaltar ist einer der schönsten der Stadt. Der Ursprung des Bauwerkes geht auf das 16. Jahrhundert zurück, die Kirche wurde jedoch im darauf folgenden Jahrhundert (1640) noch einmal neu errichtet. Mit einigen Veränderungen während der ersten Hälfte des 18. Jahrhunderts war sie schließlich im Jahre 1825 fertig. In der zweiten Hälfte des 17. Jahrhunderts wurde auf dem Hauptaltar das Bildnis der Vergine dei Terragli aufgestellt, und es kam eine Kapelle hinzu, die derjenigen aus dem Heiligen Hause in Loreto ähnlich ist. Der achteckige Fußboden aus mehrfarbigem Marmor ergänzt die Stuckarbeiten und Freskenmalereien der Wände sowie die architektonischen Perspektiven der Kuppel.

## Klima
Das Klima Brescias ist warmgemäßigt, jedoch aufgrund der Lage im Landesinneren der Po-Ebene kontinental ausgeprägt, sodass es im Winter, vor allem in den Monaten Januar und Februar häufiger zu Frösten kommen kann. Die Sommer sind heiß, gelegentlich können über 37 °C erreicht werden.
|                       | Jan  | Feb  | Mär  | Apr  | Mai   | Jun  | Jul  | Aug   | Sep  | Okt  | Nov  | Dez  |   |       |
| Mittl. Tagesmax. (°C) | 5,0  | 8,5  | 14,2 | 18,6 | 23,1  | 27,8 | 30,3 | 29,4  | 25,1 | 18,5 | 11,6 | 6,8  | ⌀ | 18,3  |
| Mittl. Tagesmin. (°C) | −1,5 | 0,3  | 4,9  | 8,8  | 12,7  | 16,7 | 19,0 | 18,4  | 15,1 | 10,0 | 4,5  | 0,6  | ⌀ | 9,2   |
|                       |      |      |      |      |       |      |      |       |      |      |      |      |   |       |
| Niederschlag (mm)     | 63,9 | 64,3 | 71,0 | 83,0 | 104,9 | 99,5 | 86,3 | 101,1 | 72,8 | 98,1 | 87,0 | 54,6 | Σ | 986,5 |
|                       |      |      |      |      |       |      |      |       |      |      |      |      |   |       |
| Regentage (d)         | 6,6  | 6,4  | 6,9  | 9,4  | 10    | 8,8  | 6,5  | 6,7   | 5,6  | 7    | 8,3  | 6,2  | Σ | 88,4  |
|                       |      |      |      |      |       |      |      |       |      |      |      |      |   |       |
| Luftfeuchtigkeit (%)  | 86   | 81   | 75   | 76   | 73    | 71   | 72   | 72    | 75   | 79   | 85   | 86   | ⌀ | 77,6  |

| −1,5 |

| 0,3 |

| 4,9 |

| 8,8 |

| 12,7 |

| 16,7 |

| 19,0 |

| 18,4 |

| 15,1 |

| 10,0 |

| 4,5 |

| 0,6 |

| −1,5 |

| 0,3 |

| 4,9 |

| 8,8 |

| 12,7 |

| 16,7 |

| 19,0 |

| 18,4 |

| 15,1 |

| 10,0 |

| 4,5 |

| 0,6 |

| N i e d e r s c h l a g | 63,9 | 64,3 | 71,0 | 83,0 | 104,9 | 99,5 | 86,3 | 101,1 | 72,8 | 98,1 | 87,0 | 54,6 |
|                         | Jan  | Feb  | Mär  | Apr  | Mai   | Jun  | Jul  | Aug   | Sep  | Okt  | Nov  | Dez  |

## Politik
Emilio Del Bono (PD) wurde im Juni 2013 zum Bürgermeister gewählt. Sein Mitte-links-Bündnis stellt mit 24 von 40 Sitzen die Mehrheit im Gemeinderat.

### Städtepartnerschaften
Partnerstädte von Brescia sind:
- Darmstadt, Deutschland, seit 1991
- Kaunas, Litauen, seit 2002[15]
- Logroño, Spanien, seit 2006
- Bethlehem, Palästina, seit 2007
- Troyes, Frankreich, seit 2015

## Verkehr

### Straße
Brescia hat Anbindung an drei italienische Autobahnen. Im südlichen Stadtgebiet verläuft die A4, welche von Turin nach Triest durch die Poebene führt. Von ihr zweigt die A21 über Piacenza nach Turin ab. Etwas weiter westlich beginnt die A35 nach Mailand. Durch die hohe Zahl an Pendlern und die starke Einwohnerdichte sind die alten Straßen in der Innenstadt Brescias überlastet. Die Folge sind Staus und eine hohe Belastung der Einwohner.

### Schiene
Der Bahnhof Brescia hat Anschluss an die Bahnstrecke Mailand–Venedig. Es gibt weitere Strecken, ebenfalls von der italienischen Staatsbahn, nach Bergamo, Cremona und Parma. Die Gesellschaft Ferrovienord betreibt eine Strecke über den Iseo-See und durch das Camonica-Tal nach Edolo.

### Öffentlicher Nahverkehr

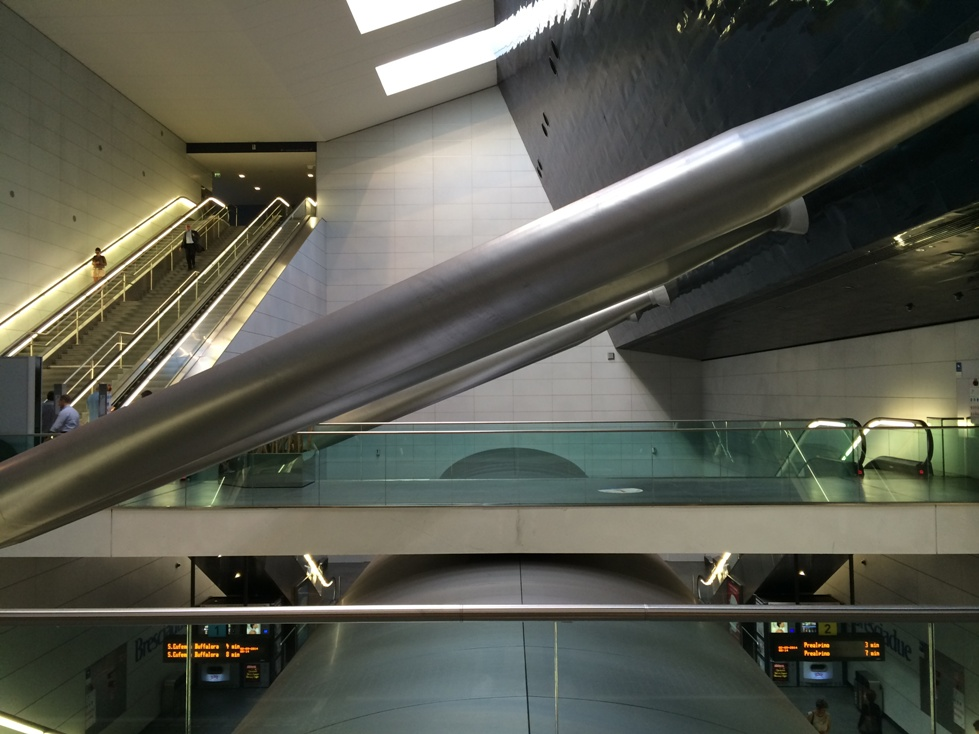
U-Bahn Brescia – Station Brescia 2

Durch die starke Straßenverkehrsbelastung Brescias sucht die Stadt seit 1986 nach einem neuen Konzept, das über die Modernisierung der Buslinien hinausgehen sollte. Aus vielen Alternativen wurde schließlich der Bau einer U-Bahn-Linie gewählt, und 2003 wurde mit dem Bau begonnen. Die U-Bahn verbindet die nördlichen und südlichen Vororte mit der Altstadt und wurde am 2. März 2013 eröffnet. Die Trasse verläuft in der Altstadt unterirdisch (acht Haltestellen). In äußeren Stadtteilen ist der Verlauf ebenerdig, auf Dämmen oder aufgeständert (neun Haltestellen). Die U-Bahn wird automatisch betrieben und hat einen 3-Minuten-Takt in Stoßzeiten sowie einen 7- bis 9-Minuten-Takt zu sonstigen Zeiten. Die hohe Taktdichte und der kurze Haltestellenabstand sollen möglichst viele Autofahrer zum Umstieg auf das neue Verkehrsmittel bewegen. Durch großformatige Informationsplakate an den Baustellen und eine eigene Website wurde die Bekanntheit des Projekts schon vor dessen Vollendung vorangetrieben. Brescia gehört zu den kleinsten Städten in Europa mit einer eigenen U-Bahn.

Plan des zukünftigen Straßenbahnnetzes

Im April 2018 wurde zudem der Bau eines neuen Straßenbahnnetzes angekündigt. Am 1. Juli 2024 folgte die Veröffentlichung der Ausschreibung für Planung, Bau und Fahrzeuge der Linie T2. Im Juni 2025 wurde der Auftrag an ein Konsortium der Unternehmen Manelli Impresa (49,4 %), Alstom Ferroviaria (23,93 %), Hitachi Rail (23,65 %) und Alstom Transport (3,02 %) vergeben. Bei Auftragsvergabe war die Eröffnung für 2030 vorgesehen. 3,1 von 11,3 Kilometern Strecke werden ohne Oberleitung ausgeführt. Die 18 von Hitachi zu liefernden Fahrzeuge werden deshalb mit Energiespeichern ausgerüstet.

### Luft
- rund 15 Kilometer südöstlich von Brescia befindet sich der Flughafen Brescia-Montichiari
- rund 50 Kilometer nordwestlich von Brescia befindet sich der Flughafen Bergamo
- rund 60 Kilometer östlich von Brescia befindet sich der Flughafen Verona
- rund 85 Kilometer westlich von Brescia befindet sich der Flughafen Mailand-Linate
- rund 135 Kilometer westlich von Brescia befindet sich der Flughafen Mailand-Malpensa

## Sport

### Automobilsport
Brescia war zwischen 1927 und 1957 Start und Ziel der Mille Miglia in ihrer Eigenschaft als Straßenrennen und wird seither als Gleichmäßigkeitsfahrt (Oldtimerrallye) ausgetragen.

### Turnen
In Brescia befindet sich die Turnakademie in der unter anderem Olympiasiegerin Alice D’Amato trainiert.

### Fußball
In Brescia ist der Fußballverein Brescia Calcio beheimatet, der in der Saison 2024/25 in der Serie B spielt.

### Fechten
Der Fechtklub Schermabrescia besteht seit 1984. Der erfolgreichste Sportler des Klubs ist der Florettfechter Andrea Cassarà, der an den Fechtweltmeisterschaften 2011 Gold im Einzel gewann.

## Spezialitäten
Brescia ist bekannt für die Casonsei, eine regionale Variante der Ravioli. Hauptbestandteile der Füllung sind u. a. Salami, Spinat, Eier, Maronen, Sultaninen, Käse, Petersilie und verschiedene Gewürze. Beim Anrichten werden sie traditionell mit einer Mischung aus Semmelbröseln, zerlassener Butter und Salbei bestrichen.

## Persönlichkeiten
Bekannte Persönlichkeiten der Stadt sind in der Liste von Persönlichkeiten der Stadt Brescia aufgeführt.
Im 17. Jahrhundert war Brescia bedeutendes Zentrum des Musikinstrumentenbaus in Norditalien. Wichtige Meister waren Gasparo da Salò und sein Schüler Giovanni Paolo Maggini. Nach dem Tod der großen Meister geriet Brescia als Geigenbauzentrum in Vergessenheit.

### Geschichte
- Joanne M. Ferraro: Family and Public Life in Brescia, 1580-1650. The Foundations of Power in the Venetian State, Cambridge University Press, 1993.
- Gabriele Neher: Marin Sanudo on Brescia. Caterina Cornaro’s 1497 Entry and Glimpses into the Life and Politics of a Renaissance Border Town. In: Humfrey Butters, Gabriele Neher (Hrsg.): Warfare and Politics. Cities and Government in Renaissance Tuscany and Venice. Amsterdam University Press, Amsterdam 2020, ISBN 978-90-8964-747-4, S. 227–240.
- Brescia. In: Antonio Fappani: Enciclopedia Bresciana. Bd. 1 A–B, La voce del popolo, Brescia o. J.

### Reiseführer
- Walter Pippke, Ida Leinberger: Gardasee, Verona, Trentino. Kunstreiseführer. 2. Auflage. DuMont Buchverlag, Köln 2000, ISBN 3-7701-4343-4, S. 172.
- Anna Ferrari-Bravo, Paola Colombini: Guida d’Italia. Lombardia (esclusa Milano). Milano 1987, S. 545–602, 604–605.
- Di Touring club italiano (Hrsg.): Guida d’Italia – Lombardia (esclusa Milano). 10. Auflage. Touring Editore, Milano 1999, ISBN 88-365-1325-5 (Brescia Online).
- Guida di Brescia: La storia, l’arte, il volto della città. Mauro Bonetti: il Medioevo. Brescia 2005, S. 54.
- Touring Club Italiano: Brescia e il suo territorio. Milano 2012, S. 24 f.